# Kahn West
Kahn West (* 1996 in Wellington) ist ein neuseeländischer Schauspieler. Bekannt wurde er durch die Verkörperung des Terry Teo in der gleichnamigen Serie.

## Leben
Kahn West wurde 1996 in Wellington, Neuseeland geboren und ist samoanischer, deutscher und irischer Abstammung. Er besuchte das Rongotai College und entwickelte schon in seiner Kindheit und Jugend Drehbücher. West wuchs in einem kriminellen Umfeld auf. Sein Cousin ist Teil einer kriminellen Bande. Er selbst ließ diese Lebensweise jedoch hinter sich.
Seine erste Rolle hatte er in der Horrorkomödie Fresh Meat 2012. Größere Bekanntheit erlangte er durch die Verkörperung von Terry Teo in der Fernsehserie von TVNZ. Diese Rolle brachte ihm eine Nominierung als Bester Schauspieler bei den New Zealand Television Awards ein. Die Serie selbst erhielt den Preis als beste Jugendserie und lief auf dem Fantastic Fest in Texas. 2018 spielte er die Figur des Toa Heke im Fantasyfilm Mortal Engines, der von Peter Jackson produziert und geschrieben wurde.

## Filmografie
- 2012: Fresh Meat
- 2016: Terry Teo (Fernsehserie)
- 2018: Mortal Engines: Krieg der Städte (Mortal Engines)